# Malungs kyrka
Malungs kyrka är en kyrkobyggnad i Malung i Dalarna. Den är församlingskyrka i Malungs församling i Västerås stift.

## Historia
Enligt en sägen från Malung ska det ha funnits en medeltida kyrka i form av ett gårdskapell i Hallesbacken i Mobyn, i västra delen av Malung. Denna kyrka ska enligt sägnen ha brunnit ner och bönderna band då ihop ett kors av två timmerstockar som man slängde ner i Västerdalälven. Den plats som korset stannade på skulle vara den plats som Gud utsett åt den nya kyrkan. Korset ska ha stannat mellan Prästön och fastlandet som då blev platsen för den nya kyrkan.
En hypotes som går emot sägnen om den nerbrända kyrkan är att Malungs centrum ska ha flyttats när kvarnstensbrytningen kom igång i Östra Utsjö, öster om Malung. Folk flyttade eftersom kvarnstensbrytningen skapade många nya arbetstillfällen. Denna teori säger att man ska ha flyttat den gamla kyrkan i Mobyn till platsen för den nuvarande kyrkan. Kyrkorna låg alltid under denna tid mitt i samhällena.
En annan hypotes är att kyrkan är byggd på en redan använd plats av de då hedniska Malungsfolket.

## Kyrkobyggnad
Kyrkan är en medeltida kyrka som tros vara byggd på 1200-talet. Malungs kyrka nämns i Skänninge kyrkmöte år 1248. 
Kyrkan har byggts om under olika etapper, den första ombyggnationen ska ha skett kring slutet av 1400/och i början på 1500-talen, och den senaste ombyggnationen skedde 1737, och då blev kyrkan en korskyrka. Sedan dess har det skett olika ombyggnationer inne i kyrkan, den sista renoveringen skedde 1958. En större restaurering skedde 1884 där åter kyrkan invigdes den 14 december.
Det medeltida taket över långhuset finns kvar under det nya från 1930‐talet. Det finns fyra olika utföranden av de medeltida takstolarna. Takstolarna bedöms vara senmedeltida, eventuellt kring 1400‐1500‐tal. Takstolarna har kraftiga deformationer och förstärkningsåtgärder har vidtagits genom åren. I tornet finns återanvända bjälkar och brädor med den medeltida tekniken sprätthuggning som troligen utgjort väggtimmer i en tidigare kyrka eller kapell. Delarna är daterade till senare delen av 1200-talet.

## Inventarier
- Predikstolen är ifrån 1686. Skulpturerna som finns på predikstolen är de fyra evangelisterna.
- Altartavlan är tillverkad 1765 av Jonas Holmin som kom ifrån Västerås.
- Skulpturen Johannes döparen tros vara tillverkad av Haken Gulleson under tidigt 1500-tal.
- Skulpturen Jesus som smärtornas man är daterad tidig 1500-tal, och det tros vara Haken Gulleson, som tillverkat även den.
- S:t Olof är troligen tillverkad i slutet av 1300-talet i Lübeck. S:t Olof är även Malungs skyddshelgon.

Orgel
- Orgeln byggdes 1976 av Bruno Christensen & Sønner Orgelbyggeri. 3 fria kombinationer. 2 extra fria kombinationer för pedalen. Tutti. Rörverk av (selektiv)

| Man I. Öververk C-g3 | Man II. Huvudverk C-g3 | Man III. Svällverk C-g3 | Pedal C-f1    | Koppel |
| -------------------- | ---------------------- | ----------------------- | ------------- | ------ |
| Gedackt 8'           | Principal 8'           | Gedackt 16'             | Subbas 16'    | III/II |
| Kvintadena 8'        | Rörflöjt 8'            | Spetsflöjt 8'           | Ekobas 16'    | I/II   |
| Principal 4'         | Oktav 4'               | Borduna 8'              | Oktav 8'      | III/P  |
| Rörflöjt 4'          | Fl. oktaviant 4'       | Fugara 8'               | Gedacktbas 8' | II/P   |
| Gemshorn 2'          | Kvint 2 2/3'           | Voix cel. 8'            | Oktav 4'      | I/P    |
| Nasat 1 1/3'         | Oktav 2'               | Oktav 4'                | Nachthorn 2'  |        |
| Scharf III           | Mixtur IV-V            | Blockflöjt 4'           | Rauschk. IV   |        |
| Sesquialtera II      | Dulcian 16'            | Spetskvint 2 2/3'       | Basun 16'     |        |
| Krumhorn 8'          | Trumpet 8'             | Nachthorn 2'            | Trumpet 8'    |        |
| Tremulant            |                        | Mixtur IV-V             | Skalmeje 4'   |        |
|                      |                        | Oboe 8'                 |               |        |
|                      |                        | Tremulant               |               |        |

## Galleri

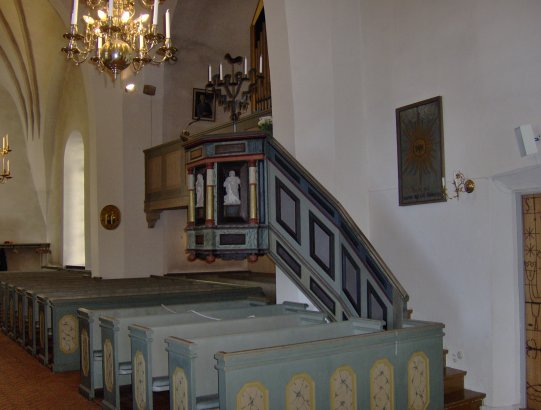
Predikstolen
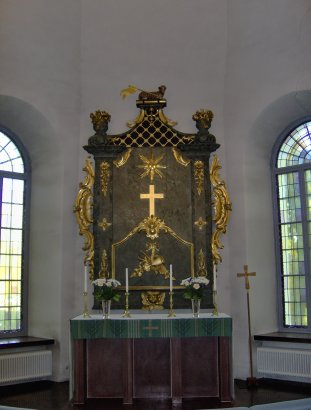
Altartavlan
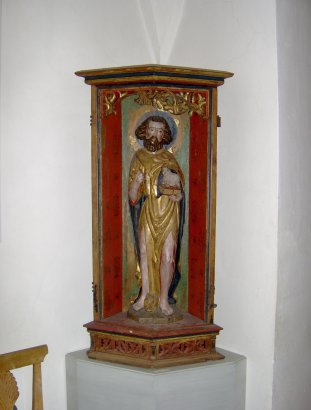
Johannesskulpturen
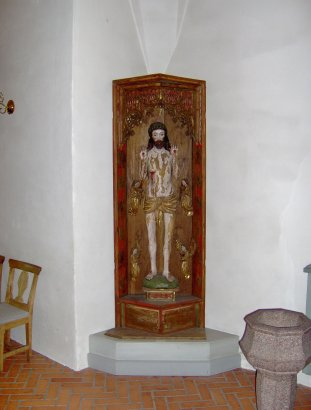
Smärtomannen
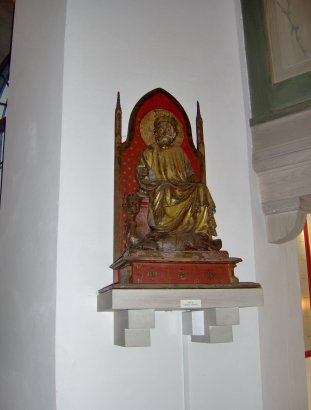
S:t Olofsskulpturen
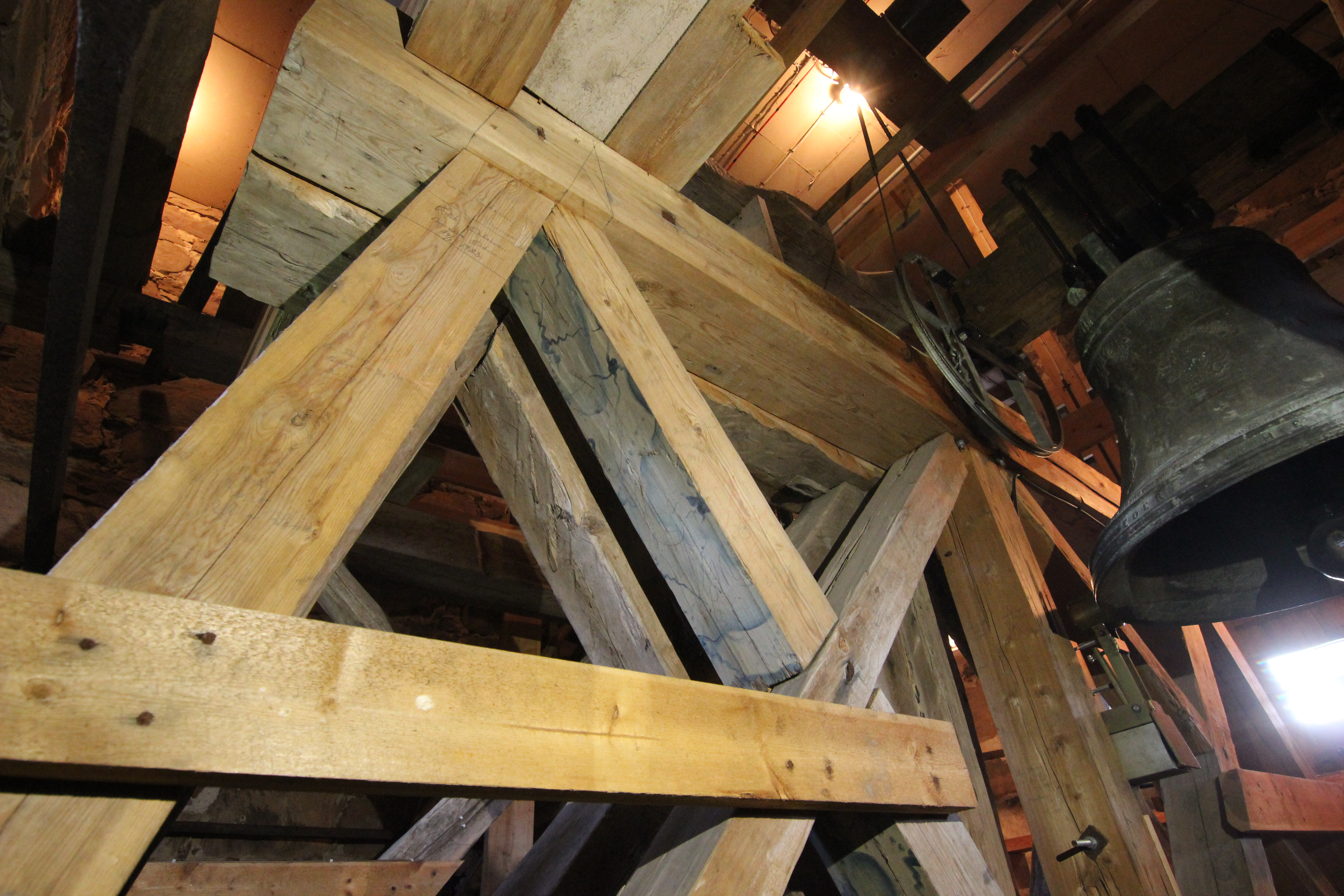
Del av klocktornets konstruktion. Återanvända bemålade delar finns.
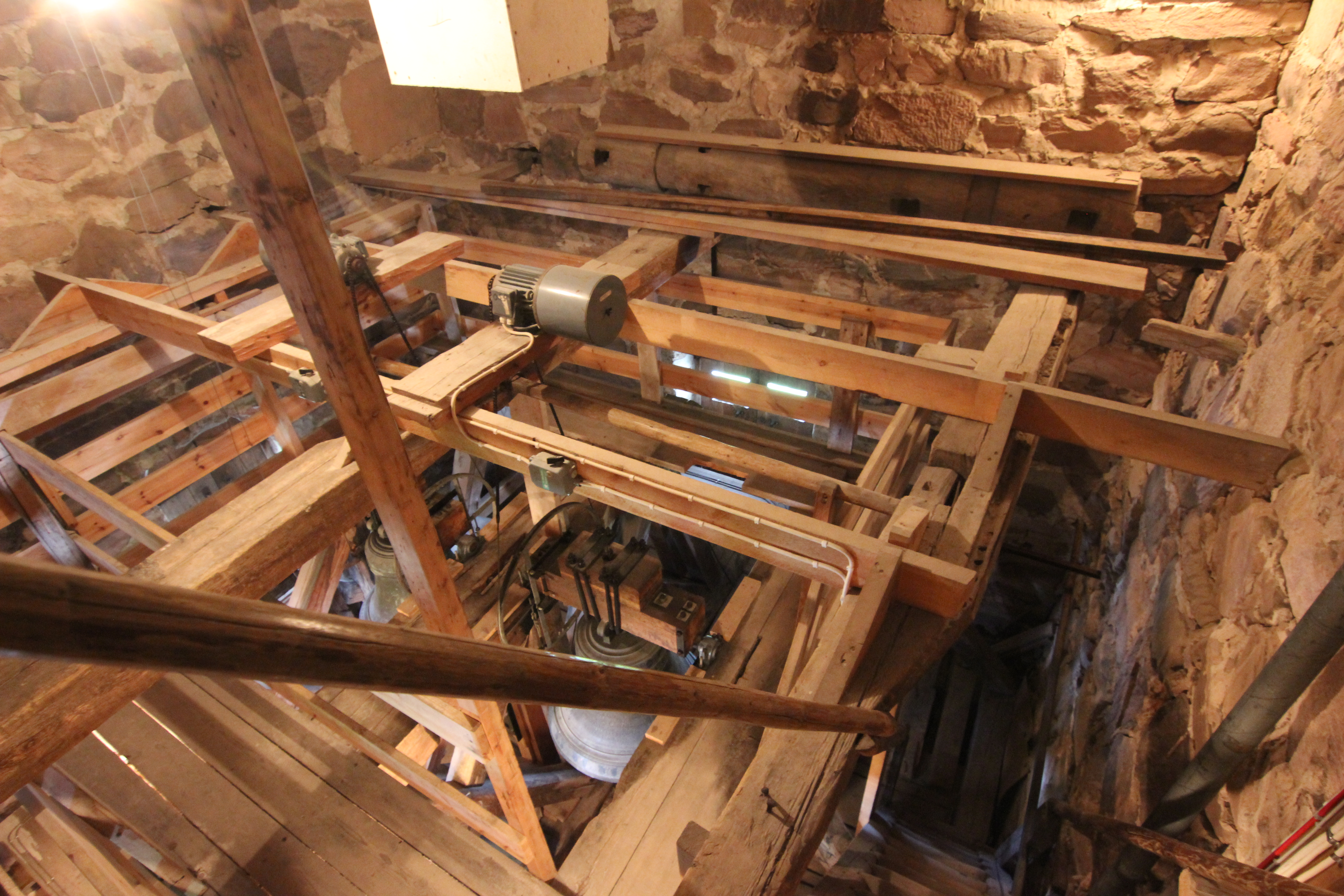
Del av klocktornets konstruktion

## SVT:s Luciamorgon 2004
Kyrkan var den centrala platsen i SVT:s Luciamorgon 2004. Programmet skapade stora rubriker eftersom man visade hur man firade Lucia i Malung under 1860-talet. Istället för vita kläder användes sockendräkter, och i stället för traditionsenliga luciasånger sjöngs folkevisevarianter av Lucia- och julsånger ifrån Malung, Västmanland och Skåne.

### Fotnoter
1. ↑  ”Malungs kyrka”. www.svenskakyrkan.se. https://www.svenskakyrkan.se/malung/malungs-kyrka. Läst 31 januari 2018.
2. ↑  ”Bebyggelseregistret (BeBR) - Riksantikvarieämbetet”. www.bebyggelseregistret.raa.se. http://www.bebyggelseregistret.raa.se/bbr2/anlaggning/visaHistorik.raa?anlaggningId=21300000003881&page=historik&visaHistorik=true. Läst 22 augusti 2019.
3. ↑  Anna-Maria Carnhede (13 december 2004). ”Svenska folket rasar mot SVT:s luciatåg”. Aftonbladet. http://www.aftonbladet.se/nyheter/article10512501.ab. Läst 26 januari 2015.